# Comportamiento humano

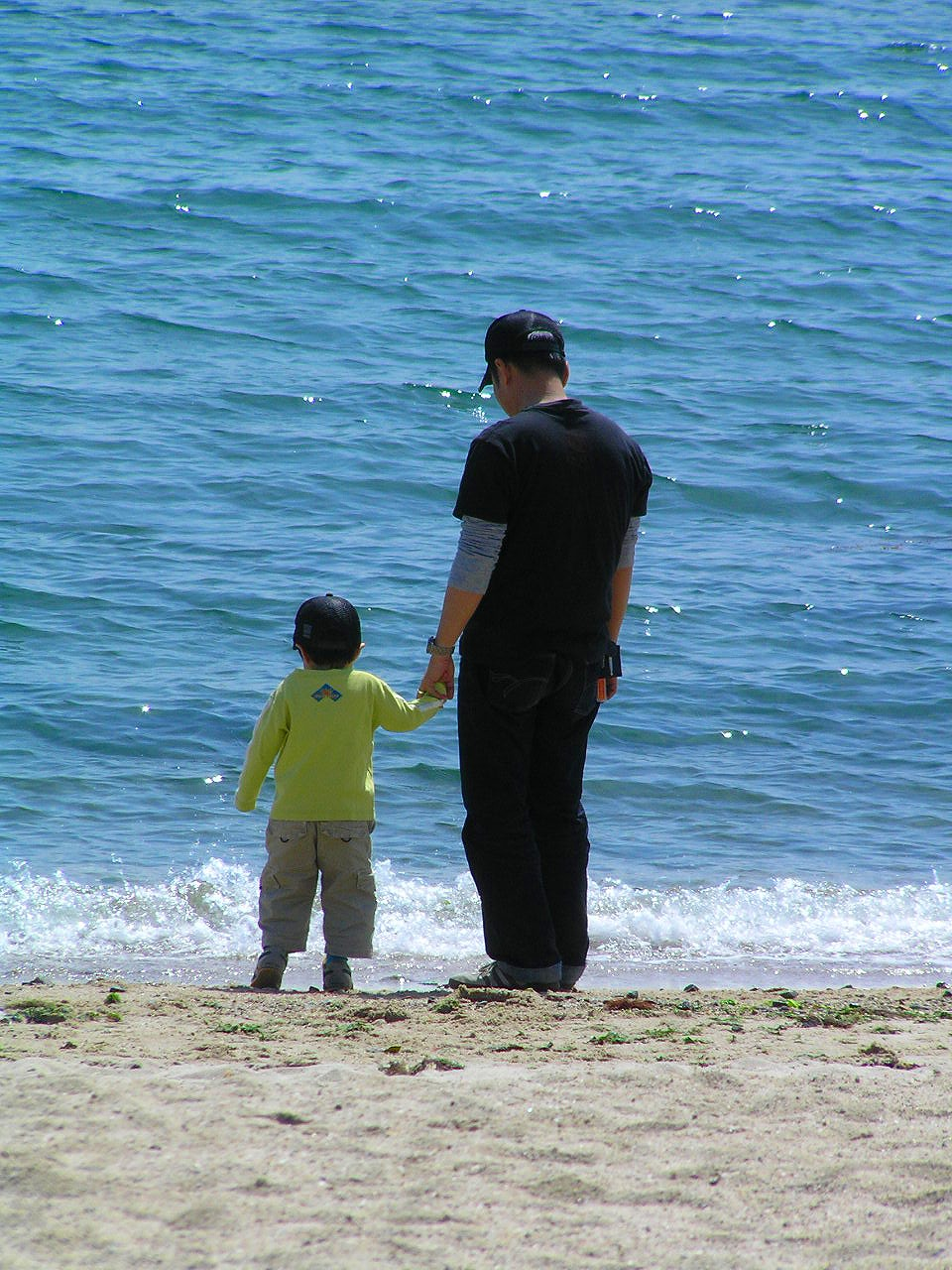
Padre e hijo en la playa, siguiendo su comportamiento humano.

El comportamiento humano es el conjunto de comportamientos mostrados por el ser humano e influidos por la biología y la cultura, las actitudes, las emociones, los valores de la persona y los valores culturales, la ética, el ejercicio de la autoridad, la relación, la hipnosis, la persuasión, la coerción, su historia personal o la genética.[cita requerida]

## Comportamiento general
El comportamiento humano puede considerarse un tema profundo, puesto que desde sus inicios el ser humano ha demostrado su interés de aprender sobre lo que lo rodea y aprovecharlo para su beneficio y comodidad. El ser humano es curioso y creativo, al inventar toda una serie de formas para comunicarse, desde el lenguaje por señas, el escrito, incluso el oral, entre otras muchas más cosas que ayudaron a facilitarle la vida y la supervivencia. Otro aspecto importante es la manera en la que aprenden; siendo la imitación un recurso muy utilizado por el ser humano; evidentes ejemplos son la forma de aprender a hablar o caminar por copia o imitación. Algunos de los inventos se basan en la imitación de la naturaleza como lo es el caso de los aviones, imitando la anatomía de las aves. 
El aspecto del comportamiento, en el cual las personas deben poner atención, es el hecho que la imitación está presente y posee mucha relevancia ya que desde la infancia se fomenta el imitar como una manera de aprender, así se aprende a hablar, caminar entre otras cosas; de esta manera muchos prácticamente adoptan la personalidad de otra persona, por lo cual las personas deben tener cuidado en su forma de actuar, ya que aquellos quienes tienden a copiar lo que ven son los infantes que siempre tienen en mente ser como su “héroe” es decir a quien admiran. 
En primera instancia, se tiene a los padres o tutores encargados de los infantes como figura, de los cuales, en sus primeros pasos tendrán como ejemplo durante esta etapa.
El comportamiento de los jóvenes, es en su mayoría, el reflejo de lo que observa y oye en su entorno, como su hogar, la escuela o los lugares a los que normalmente concurre, así como de las personas de las que se rodea, padres, hermanos, familia en general, maestros, compañeros, etc. Cuando el infante empieza a dejar la infancia para convertirse en preadolescente, empezaran cambios físicos y psicológicos, que drásticamente irán en torno a su comportamiento humano, ya que la etapa de cambio, genera la entrada a un nuevo modo de pensar, se viven situaciones muy diferentes que en los primeros años de vida.
El comportamiento de la persona (así como de otros organismos e incluso mecanismos), cae dentro del rango de lo que es visto como lo común, lo inusual, lo aceptable y por fuera de los límites aceptables. En sociología el comportamiento es considerado como vacío de significado, no dirigido a otro sujeto y por lo tanto una acción esencialmente humana. El comportamiento humano no puede confundirse con el comportamiento social que es una acción más desarrollada y que está dirigido a otro sujeto. La aceptación del comportamiento es relativamente evaluada por la norma social y regulada por diferentes medios de control social. El comportamiento de la gente es estudiado por las disciplinas académicas de la psicología, la sociología, la economía, la antropología, la criminología y sus diferentes ramas.

## Desarrollo del ser humano
- La finalidad de todo organismo y, por ende, de su especie es conseguir la supervivencia para llevar a cabo el trasvase generacional del genotipo mediante el acto reproductor. Para sobrevivir el organismo generalmente adopta una conducta dirigida a la obtención de alimento y elabora una estrategia efectiva para vivir de sus enemigos tróficos. Todo ser humano crece con un instinto o manera de supervivencia.
- Los genes juegan gran parte en esta conducta o instinto. Estos comportamientos son determinados tanto por herencia como por el ambiente, cada uno contribuyendo diferentes grados de reacciones particulares. Las reacciones son limitadas por la habilidad del individuo de detectar y responder al estímulo presentado. El comportamiento tiene algunas conductas que son innatas, estas ocurren cuando la acción debe ser realizada correctamente desde la primera vez. Estos tipos de conducta rara a la vez son genéticamente modificadas y están hechas a nivel de población. Además de las conductas innatas tenemos un comportamiento que se puede desarrollar en un ambiente flexible o estricto. En un ambiente flexible es fácil poder modificar el comportamiento por las diferentes experiencias e instituciones. Esto hace que la conducta sea adaptativa, en cambio un ambiente estricto deja poco lugar para influencias externas haciendo difícil la modificación del comportamiento que ya posee.[1][2]

Todos las conductas son determinados por herencia como por el medio ambiente cada uno contribuyendo a diferentes grados para respuestas particulares. (Lewis, 1991).

## Conciencia
La conciencia (del latín conscientia, «conocimiento compartido», y este de cum scientĭa, «con conocimiento», el mismo origen que tiene consciencia, ser conscientes de ello) se define, en términos generales, como el conocimiento que un ser tiene de sí mismo y de su entorno. También puede referirse a la moral o a la recepción normal de los estímulos del interior y el exterior por parte de un organismo.
Existe debate sobre en qué consiste exactamente la conciencia. En el área de la inteligencia artificial se ha trabajado la idea de crear máquinas o programas suficientemente complejos como para dar lugar a una conciencia artificial,[cita requerida] pero algunos han negado la posibilidad de que una computadora pueda dar lugar a algo genuinamente indistinguible de una conciencia. 

## Factor importante en el comportamiento humano
- Un factor de mucha importancia en el comportamiento humano, es el social e incluso en la vida diaria es la psicología, que es la ciencia de la vida mental, tanto de sus fenómenos como de sus condiciones. Fenómenos son lo que llamamos sentimientos, deseos, cogniciones, razonamientos, decisiones y cosas similares; consideradas superficialmente es tal su variedad y complejidad que deja una impresión caótica al observador. Sin una mente saludable y estable no puede haber un comportamiento sano y estable, por tal razón la salud mental influye mucho en el comportamiento humano.

## Comportamiento (social)
- El comportamiento es un aspecto social de la conducta humana, de tal modo que, el comportamiento social puede ser definido como el conjunto de pautas de conducta que organizan la relación entre los individuos que conforman un grupo, el modo de actuación de este, en su globalidad, con respecto al medio en el que habita, existiendo una finalidad de carácter adaptativo que le convierte en una de las claves esenciales del proceso evolutivo, al estar constantemente sometido a la variación de los criterios selectivos y, por tanto, a los selectores directos del cambio.
- Las prácticas culturales usualmente tienen una gran influencia en diferentes tipos de comportamientos sociales. Este fenómeno de prácticas culturales se origina cuando el repertorio de dos o más individuos crean una unidad duradera que posee la posibilidad de durar más allá del tiempo de esos individuos. Las prácticas que se pasan de generación en generación por décadas, pasando por un proceso evolutivo a nivel cultural, son los que más influencia tienen en nuestra realidad. Esto hace que en estas prácticas culturales el comportamiento de una persona influya el comportamiento de otra persona que influye a la otra persona como una concatenación de acontecimientos. Esto crea la misma estructura cultural que se construye por los diferentes comportamientos de la sociedad. A su vez la cultura influye el proceso de socialización de los jóvenes por las diferentes instituciones.[3][4]

Prácticas culturales usualmente involucran entrelazar contingencia conductual, donde la conducta de una persona puede proveer consecuencias positivas para la conducta de una segunda persona. (Todorov, 2009).

- Existen sociedades simples y sociedades complejas, sistemas de interacción social igualitarios y sistemas jerarquizantes, sociedades subsistenciales y sociedades de consumo, etc. Sin embargo la configuración social de nuestra especie ha experimentado una evolución de una complejidad tal que se ha traducido en la aparición de una variedad de formas adaptadas de acuerdo con un criterio histórico y económico, intrínseco al proceso evolutivo del género humano. El ser humano contra de tener una economía productora comienza a hacerse sedentario y a ejercer una presión mayor, lo que ha causado que en unos pocos milenios aumente la producción, el incremento demográfico y la aparición de sistemas sociales distintos en los que se establecen jerarquías funcionalmente diferentes que marcan el comienzo de las desigualdades.

- Por otra parte tenemos una sociedad cooperativa y solidaria. En la cooperativa aparecen determinados rasgos de colaboración a altruismo estas manifestaciones son elementos minoritarios del global de la conducta. La conducta humana es solidaria, es decir, orientada no solo a la cooperación en la obtención de un objetivo tras lo cual finaliza el acto de colaboración en la mayor parte de las sociedades semicooperativas aludidas sino a la distribución energética obtenida a través del mismo.

- En definitiva, la transformación en una sociedad cooperativa y solidaria con independencia de los miembros que la forman, el establecimiento de estrategias sexuales entre ambos sexos de carácter extensivo y vitalicio, el cambio de las relaciones endógenas de las unidades reproductoras, que además de reproductivas se hacen subsistenciales y el empleo de una división social del trabajo son los rasgos distintivos que identifican el comportamiento humano.

- El comportamiento grupal dentro de una comunidad depende de cómo se interrelacionan los individuos creando cotidianidades y, a través de sus propias creencias, diseñando su propia realidad. El civitio que los une como sentimiento de pertenencia configura sus hábitos y rituales, las percepciones que tienen del mundo y, sobre todo, sus interpretaciones.[5]

## Factores que afectan el comportamiento humano
- La actitud: en este grado la persona hace una evaluación favorable o desfavorable del comportamiento. Ver leyes de la negatividad.
- La norma social: esta es la influencia de la presión social que es percibida por el individuo (creencia normativa) para realizar o no ciertos comportamientos.
- Control del comportamiento percibido cómo las creencias del individuo hacen fácil o difícil la realización del comportamiento.
- La cultura: influencia entrelazada con la contingencia de diferentes conductas.[4]
- La genética - (véase también Psicología evolucionista).